# Butch Morris

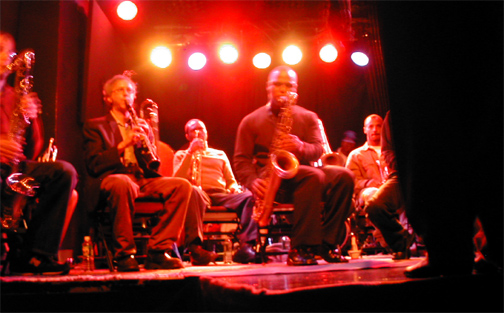
Butch Morris and Conduction 2005

Butch Morris (* 10. Februar 1947 in Long Beach, Kalifornien als Lawrence Douglas Morris; † 29. Januar 2013 in New York City, New York) war ein US-amerikanischer Jazz- und Improvisationsmusiker (Dirigent, Komponist, Trompeter).

## Leben und Wirken
Morris studierte am Grove Street College in Oakland und spielte zunächst an der Westküste im Pan Afrikan Peoples Arkestra und in den Gruppen von Horace Tapscott (Live at Widney High December 26th, 1971), Arthur Blythe und Bobby Bradford und später bei Frank Lowe, mit dem er 1976 auf Europatournee war. Anschließend lebte er ein Jahr in Paris, wo er mit Steve Lacy, mit Frank Wright und mit Alan Silva arbeitete. Nach seiner Rückkehr in die Vereinigten Staaten, ließ er sich in New York City nieder. Er spielte in der Loftszene, die in den 1970er Jahren als Alternative zu den kommerziell ausgelegten Clubs und Konzerthallen aufkam. Zudem begann er eine ertragreiche Partnerschaft mit David Murray, wie 1991 auf David Murray Big Band Conducted by  Lawrence „Butch“ Morris.
Später spielte er mit Musikern wie Bill Frisell, Myra Melford, Wayne Horvitz, John Zorn, Zeena Parkins, Elizabeth Panzer, Christian Marclay, Otomo Yoshihide, Jeanne Lee, Shelley Hirsch,  Peter Kowald, Bobby Previte, Frank Köllges und Manfred Schoof. Er ist unter anderem auf dem Total Music Meeting und dem JazzFest Berlin aufgetreten. In den 1990er Jahren hat er auch mit A. R. Penck gespielt; gelegentlich kam es auch zur Zusammenarbeit mit seinem Bruder, dem Bassisten Wilber Morris, der 2002 starb. Zu der letzten Gruppe von Morris, Orchestra SLANG, gehören u. a. Drummer Kenny Wollesen, Altsaxophonist Jonathon Haffner, Trompeter Kirk Knuffke.
Morris starb Ende Januar 2013 in einem New Yorker Krankenhaus an den Folgen einer im August 2012 diagnostizierten Lungenkrebs-Erkrankung.

## Komposition und Konduktion
Morris war auch ein produktiver Komponist, der sowohl für Soloinstrumente (Piano, Spinett) als auch für größere Ensembles improvisierender Musiker schrieb. Hierzu entwickelte er das Prinzip der Konduktion und dirigierten Improvisation (conducted improvisation). Dabei koordinierte und steuerte er das Spiel der Musiker durch ein Repertoire von etwa 20 verschiedenen Handzeichen, welche ihm ermöglichten, auch improvisierte Teile durch spezielle Haltungen seines Taktstockes abzurufen. Er leitete so unterschiedliche Ensembles wie das Orchestra della Toscana, das Orquesta Joven de Andalucía, das Visions Festival Ensemble New York oder das Aquarius Ensemble und die Big Band Nieuwe Muziek in den Niederlanden. Dabei überwachte er die zeitlichen Abläufe und legte die Klänge teilweise fest. Morris orientierte sich an gemäßigt zeitgenössischer Kammermusik, legte Wert auf Werkcharakter und ordnete dem teilweise das kreative Improvisationsvermögen seiner Musiker unter.

## Diskographie
- In Touch But Out Of Reach (Kharma, 1978)
- New York City Artist's Collective: Play Butch Morris (NYCAC, 1984)
- Trios (Dossier, 1986)
- Current Trends in Racism in Modern America (Sound Aspects, 1986)
- Homeing (Sound Aspects, 1988)
- Mass-X-Communication (FMP, 1991)
- Dust To Dust (New World, 1991)
- When the Sun is Out You Don't See Stars (FMP, 1993)
- Testament (New World, 1995)
- Conduction (series) (New World, 1996)
- Burning Cloud (FMP, 1996)
- Berlin Skyscraper (FMP, 1998)
- The Rite (Burnt Sugar, 2003)
- Nublu Orchestra:
  - Nublu Orchestra conducted by Butch Morris (2006)
  - Nublu Orchestra conducted by Butch Morris live at Jazz Festival Saalfelden (rec. 2007, rel. 2009)
  - Live in Skopje (rec. 2007, ed. 2020)
  - Live in Rome (rec. 2008, ed. 2020)
  - Live in Sao Paulo (rec. 2008, ed. 2020)
  - Live in Bergamo (rec. 2008, ed. 2020)
  - Live in Lisbon (rec. 2009, ed. 2020)
  - Live in Paris (rec. 2010, ed. 2020)